# Andrea Marcovicci
Andrea Louisa Marcovicci est une actrice et chanteuse américaine, née le 18 novembre 1948 à New York.

## Filmographie partielle

### Cinéma
- 1976 : Le Prête-nom (The Front) de Martin Ritt : Florence Barrett
- 1979 : Airport 80 Concorde de David Lowell Rich : Alicia Rogov
- 1981 : La Main du cauchemar (The hand) de Oliver Stone : Anne Lansdale
- 1983 : Le Guerrier de l'espace : Aventures en zone interdite (Spacehunter: Adventures in the Forbidden Zone) de Lamont Johnson : Chalmers
- 1985 : The Stuff de Larry Cohen : Nicole

### Télévision
- 1977 : Kojak, série tv épisode 5 saison 5 "Quand un rêve se réalise"
- 1982 : Magnum, série TV, Saison 1 ep 15, saison 2 ep 11
- 1986 : Le Fantôme de Canterville (The Canterville Ghost) de Paul Bogart (TV)
- 1986 : Histoires fantastiques, série TV, épisode Boo !  saison 1 : Barbara

## Théâtre
- 1971 : Ambassador, une comédie musicale :  Jeanne de Vionnet (à Broadway)